# Moravcův paradox
Moravcův paradox je pozorování vědců z oblasti umělé inteligence a robotiky, podle něhož v rozporu s očekáváním vyžaduje rozumové uvažování (které je pro lidi relativně náročné) jen poměrně málo výpočetní síly, ale senzomotorické dovednosti (pro lidí poměrně snadné) vyžadují obrovské výpočetní zdroje. Princip formulovali Hans Moravec, Rodney Brooks, Marvin Minsky a další v 80. letech. Jak Moravec píše „je poměrně snadné přimět počítače, aby na úrovni dospělého člověka zvládly inteligenční testy nebo hraní dámy, ale pokud jde o vnímání a mobilitu, je obtížné nebo nemožné jim dát dovednosti ročního dítěte“.
Podobně Minsky zdůraznil, že z lidských dovedností jsou pro reverzní inženýrství nejobtížnější ty, které konáme nevědomě. „Obecně jsme si nejméně vědomi toho, co naše mysl umí nejlépe,“ napsal a dodal: „Jsme si více vědomi jednoduchých procesů, které nefungují dobře, než těch složitých, které fungují bezchybně.“

## Biologický základ lidských dovedností
Jedno možné vysvětlení paradoxu, které nabídl Moravec, je založeno na evoluci. Všechny lidské dovednosti jsou implementovány biologicky pomocí mechanismů vytvořených procesem přirozeného výběru. Při jejich vývoji má přirozený výběr tendenci zachovávat dosažená vylepšení a optimalizace. Čím starší je dovednost, tím déle ji přirozený výběr mohl vylepšovat. Abstraktní myšlení se rozvinulo teprve nedávno, a proto bychom neměli očekávat, že jeho implementace bude zvláště účinná.
Jak Moravec píše:
„Ve velké, vysoce vyvinuté smyslové a motorické části lidského mozku je zakódována miliarda let zkušeností o povaze světa a o tom, jak v něm přežít. Vědomý proces, který nazýváme uvažováním, je, myslím, nejtenčí povrchová vrstva lidského myšlení, účinná pouze proto, že je podporována touto mnohem starší a mnohem silnější, i když obvykle nevědomou, senzomotorickou znalostí. Všichni jsme hvězdní olympionici v percepční a motorické oblasti, tak dobří, že obtížné u nás vypadá jako snadné. Abstraktní myšlení je však nový trik, možná méně než 100 tisíc let starý. Ještě jsme ho nezvládli. Není sám o sobě tak složitý; jenom tak vypadá, když ho děláme.“
Kompaktní způsob, jak vyjádřit tento argument, by byl:
- Měli bychom očekávat, že obtížnost reverzního inženýrství jakékoli lidské dovednosti bude zhruba úměrná množství času, po který se tato dovednost u živočichů vyvíjela.
- Nejstarší lidské dovednosti jsou do velké míry vykonávány neuvědoměle, a tak se nám zdá, že je konáme bez námahy.
- Měli bychom tedy očekávat, že dovednosti, které se zdají snadné, budou obtížně analyzovatelné, zatímco dovednosti, které od nás vyžadují úsilí, nemusí být vždy obtížné napodobit.

Některé příklady dovedností, které se vyvíjely po miliony let: rozpoznávání tváří, pohyb prostorem, posuzování motivace lidí, chytání míče, rozpoznávání hlasu, stanovení si vhodných cílů, věnování pozornosti zajímavým věcem; cokoli kolem vnímání, pozornosti, vizualizace, motoriky, sociálních schopností atd.
Několik příkladů dovedností, které se objevily nedávno: matematika, strojírenství, deskové hry, logika a vědecké myšlení. Jsou pro nás obtížné, protože nepatří k tomu, k čemu se vyvinula naše těla a mozky. Jedná se o dovednosti a techniky, které byly získány nedávno, v historické době, a mohly být zdokonalovány nanejvýš několik tisíc let, a to většinou vývojem kultury.

## Zkušenost z dějin umělé inteligence
V počátečních dnech výzkumu umělé inteligence přední vědci často předpovídali, že budou schopni vytvořit myslící stroje během pouhých několika desetiletí. Jejich optimismus pramenil částečně ze skutečnosti, že byli úspěšní při psaní programů, které používaly logiku, řešily problémy algebry a geometrie a hrály hry jako dáma a šachy. Logika a algebra jsou pro lidi obtížné a jsou považovány za známku inteligence. Mnoho významných vědců předpokládalo, že po (téměř) vyřešení „obtížných“ problémů budou „snadné“ problémy vidění a obyčejného lidského rozumu brzy následovat. Mýlili se, a jedním z důvodů je to, že tyto problémy nejsou vůbec snadné, ale neuvěřitelně obtížné. Skutečnost, že vyřešili problémy logiky a algebry, byla zavádějící, protože tyto problémy jsou pro stroje velmi snadné.
Rodney Brooks vysvětluje, že v počátcích výzkumu umělé inteligence byla inteligence „nejlépe charakterizována věcmi, které vysoce vzdělaní mužští vědci považovali za náročné“, jako jsou šachy, symbolická integrace, dokazování matematických vět a řešení komplikovaných algebraických problémů. „Věci, které by dokázaly bez námahy dělat děti ve věku čtyř nebo pěti let, jako například zrakem rozlišit šálek kávy a židli, chodit po dvou nohách nebo najít cestu z ložnice do obývacího pokoje, se nepovažovaly za aktivity vyžadující inteligenci.“
To by vedlo Brookse k novému zacílení výzkumu umělé inteligence a robotiky . Rozhodl se postavit inteligentní stroje, které by „neměly žádné zabudované poznání. Prostě by jen vnímaly a jednaly. To je vše, co bych postavil, a úplně vynechal to, co se tradičně považovalo za inteligenci umělé inteligence.“ Tento nový směr, který nazval „Nouvelle AI“, měl velký vliv na výzkum robotiky a AI.
Lingvista a kognitivní vědec Steven Pinker to považuje za hlavní lekci odhalenou výzkumníky AI. Ve své knize The Language Instinct z roku 1994 napsal:
„Hlavní poučení ze třiceti pěti let výzkumu umělé inteligence je to, že obtížné problémy jsou snadné a snadné problémy jsou obtížné. Mentální schopnosti čtyřletého dítěte, které považujeme za samozřejmé – poznat něčí obličej, zvednout tužku, procházet se po místnosti, odpovědět na otázku – ve skutečnosti řeší některé z nejtěžších technických problémů, které kdy vznikly... Až se objeví nová generace inteligentních zařízení, budou to akcioví analytici a petrochemičtí inženýři a členové porot rozhodujících o podmíněném propuštění, komu bude hrozit, že budou nahrazeni stroji. Zahradníci, recepční a kuchaři jsou ve svých zaměstnáních v bezpečí na celá desetiletí dopředu.“